# Подмошье (Ленинградская область)
По́дмошье (фин. Mahu) — деревня в  Копорском сельском поселении Ломоносовского района Ленинградской области.

## История
Впервые упоминается в Писцовой книге Водской пятины 1500 года как сельцо Подмошье в Каргальском погосте Копорского уезда.
Затем как деревня Podmossie by в Каргальском погосте (восточной половине) в шведских «Писцовых книгах Ижорской земли» 1618—1623 годов.
На карте Ингерманландии А. И. Бергенгейма, составленной по шведским материалам 1676 года, обозначена деревня Podmoisio.
На шведской «Генеральной карте провинции Ингерманландии» 1704 года она обозначена как деревня Mahokyla.
Как деревня Подьмоше — на карте Ингерманландии А. Ростовцева 1727 года.
На карте Санкт-Петербургской губернии Ф. Ф. Шуберта 1834 года обозначена как деревня Подможье, состоящая из 68 крестьянских дворов.

ПОДМЫШЬЯ — деревня принадлежит статской советнице Юрьевой, число жителей по ревизии: 217 м. п., 201 ж. п. (1838 год)

В пояснительном тексте к этнографической карте Санкт-Петербургской губернии П. И. Кёппена 1849 года она записана как деревня Mahu (По́дмошье) и указано количество её жителей на 1848 год: савакотов — 9 м. п., 8 ж. п., всего 17 человек, эвремейсов — 7 м. п., 8 ж. п., всего 15 человек, води — 181 м. п., 178 ж. п., всего 359 человек.
Согласно карте профессора С. С. Куторги 1852 года деревня называлась Подможье.

ПОДМОШЬЯ — деревня статской советницы Юрьевой, по просёлочной дороге, число дворов — 42, число душ — 194 м. п. (1856 год)

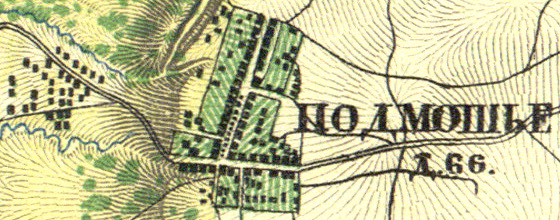
План деревни Подмошье. 1860 год

Согласно «Топографической карте частей Санкт-Петербургской и Выборгской губерний» в 1860 году деревня Подмошье насчитывала 66 крестьянских дворов.

ПОДМОШЬЕ — деревня владельческая при колодцах, число дворов — 58, число жителей: 152 м. п., 162 ж. п. (1862 год)

В конце XIX века деревня административно относилась к Копорской волости 2-го стана Петергофского уезда Санкт-Петербургской губернии, в начале XX века — 3-го стана.
С 1917 по 1923 год деревня Подмошье входила в состав Ивановского сельсовета Копорской волости Петергофского уезда.
С 1923 года в составе Троцкого уезда.
Согласно данным переписи населения СССР 1926 года в деревне Подмошье проживали 280 человек — большинство русские, а также финны и эстонцы.
С 1927 года в составе Ораниенбаумского района.
С 1928 года в составе Копорского сельсовета. В 1928 году население деревни Подмошье составляло 282 человека.
По данным 1933 года деревня Подмошье входила в состав Копорского сельсовета Ораниенбаумского района.

План деревни Подмошье. 1938 год

Согласно топографической карте 1938 года деревня насчитывала 76 дворов, в центре деревни находилась часовня, на северной окраине — школа, на южной — родник.
С 1 августа 1941 года по 31 декабря 1943 года деревня находилась в оккупации.
С 1963 года в составе Гатчинского района.
С 1965 года вновь в составе Ломоносовского района. В 1965 году население деревни Подмошье составляло 201 человек.
По данным 1966, 1973 и 1990 годов деревня Подмошье также входила в состав Копорского сельсовета.
В 1997 году в деревне Подмошье Копорской волости проживали 38 человек, в 2002 году также 38 человек (русские — 84 %), в 2007 году — 31.

## География
Деревня расположена в юго-западной части района к западу от автодороги 41К-008 (Петродворец — Криково) и к юго-западу от административного центра поселения, села Копорье.
Расстояние до административного центра поселения — 4 км.
Расстояние до ближайшей железнодорожной станции Копорье — 7 км.

## Демография
| 1862 | 2002 | 2007 | 2010 | 2017 |
| ---- | ---- | ---- | ---- | ---- |
| 314  | ↘38  | ↘31  | ↗62  | ↘21  |

## Известные уроженцы
- Мартынов, Александр Васильевич (1919—1980) — Герой Советского Союза (1942).